# كينجي إيشيغورو
كينجي إيشيغورو (باليابانية: 石黒健治) هو مصور ياباني، ولد في 1935.